# 希伯倫 (肯塔基州)
希伯倫（英語：Hebron）是位於美國肯塔基州布恩縣的一個人口普查指定地區。

## 人口
根據2020年美國人口普查的數據，希伯倫的面積為16.65平方千米，當中陸地面積為16.62平方千米，而水域面積為0.03平方千米。當地共有人口6195人，而人口密度為每平方千米372.07人。